# اپرای عروسکی مولوی
اپرای عروسکی مولوی نمایش عروسکی است به کارگردانی، نویسندگی و طراحی صحنه بهروز غریب‌پور و اجرای گروه نمایشی آران که برای اولین بار در بهمن ماه سال ۱۳۸۸ در تالار فردوسی  بنیاد فرهنگی هنری رودکی  به روی صحنه رفت.
اپرای عروسکی مولوی براساس اشعار مثنوی معنوی و کلیات شمس نوشته شده و موسیقی آن بر اساس موسیقی کلاسیک ایرانی، دستگاه‌ها و ردیف‌های آوازی با آهنگسازی بهزاد عبدی ساخته شده است. خوانندگانی چون محمد معتمدی و همایون شجریان روایت آوازین این اپرا را بر عهده دارند. ضبط موسیقی این اثر در اکراین انجام شده است. بیش از ۱۰۰ عروسک ریسمانی در آن به کار گرفته شده‌اند.
اپرای عروسکی مولوی نخستین اجرای خود را در بخش میهمان بین‌الملل در بیست و هشتمین جشنواره بین‌المللی تئاتر فجر انجام داده است. این نمایش در کشورهای خارجی همچون گرجستان و امارات متحده عربی اجرا گردیده است.
موسیقی این اثر در دستگاه‌های نوا، همایون، ماهور، شور، چهارگاه و آوازهای بیات اصفهان، شوشتری و دشتی است.
اپرای مولانا دومین همکاری مشترک بهروز غریب پور به عنوان نویسنده لیبرتو و بهزاد عبدی است که در سال ۱۳۸۸ به رهبری ولادمیر سیرنکو ضبط شد. این اپرا نیز همانند اپرای عاشورا با دو استیل آواز کلاسیک ایرانی و آواز کلاسیک غربی تنظیم شده‌است که محمد معتمدی، همایون شجریان، حسین علیشاپور، علی خدایی، ملیحه مرادی، مصطفی محمودی، اسحاق انور، مهدی امامی، کیوان فرزین، سارا رضازاده، علی یاری، رضا نجفی مهیاری، علی نجفی ملکی، سولماز بدری در آواز ایرانی و محمد رضا صادقی، عامر شادمان، مهدی جاور، سجاد پورقناد و احسان نصیری خوانندگان کلاسیک آن هستند.

## انتشار اپرای مولوی
اپرای عروسکی مولوی به صورت نسخه تصویری دی وی دی، توسط انتشارات نی داوود  در سال ۱۳۸۸ انتشار یافت.